# Afropesa schwendingeri
Afropesa schwendingeri is een spinnensoort uit de familie van de Entypesidae. De wetenschappelijke naam van de soort werd voor het eerst geldig gepubliceerd in 2021 door Benoit.